# Ndoukoula
Ndoukoula es una comuna camerunesa perteneciente al departamento de Diamaré de la región del Extremo Norte.
En 2005 tenía 32 091 habitantes, de los que 1454 vivían en la capital comunal homónima.
Se ubica sobre la carretera P3, unos 40 km al suroeste de Maroua.

## Localidades
Comprende, además de Ndoukoula, las siguientes localidades:
- Diguidim
- Badam
- Bantahi
- Boukalaf
- Boulao
- Dagaï Foulbé
- Dagaï
- Djabba Kouli
- Djerving I
- Djerving
- Djiddéo
- Domayo
- Doubazao
- Dougouroumbés
- Fiaki
- Foutout
- Gawa
- Gawel
- Gonozo
- Gouboulou
- Goudoum
- Hardé Kadam
- Hardéo
- Hodango
- Ibba Ngomna
- Kaelwa Guiziga
- Kalayé
- Kibeng
- Kosseyel Djaoulé
- Less Mayo
- Lougga Barkedjé
- Lougguéré
- Makada
- Makadayel
- Maouna Faourou
- Maparaou
- Marbaye
- Mayam
- Mayel Baram
- Mayo Bantal
- Midilma
- Missinguid
- Missinguiléo
- Mizilin
- Moudoumboui
- Moudouvar
- Moukoudouwa
- Moulandi
- Mouldjo
- Mouloum
- Ndalewao
- Ndoukoula Village
- Ngariwa
- Ngourkouwol
- Ouzal
- Sarmoua Moussa
- Talendé
- Tchabéwa
- Tchoffi Foulbé
- Touloum
- Wouro Boutoul
- Wouro Nomé
- Wouro
- Wouro
- Wouyang Sabéré
- Wouyang
- Yamviri
- Yoldéo Guiziga
- Zama
- Zamala
- Zikaka
- Zip
- Zongoya-Centre
- Zongoyao
- Zougou